# Jakob Amsler-Laffon
Jakob Amsler-Laffon (Unterbözberg, 11 de novembro de 1823 — Schaffhausen, 3 de janeiro de 1912) foi um matemático, físico e engenheiro suiço.
Inventou o planímetro em 1854.

## Publicações
- Jakob Amsler: Über die mechanische Bestimmung des Flächeninhaltes, der statischen Momente und der Trägheitsmomente ebener Figuren. Schaffhausen, 1856.
- Jakob Amsler: Anwendung des Integrators (Momentenplanimeters) zur Berechnung des Auf- und Abtrages bei Anlage von Eisenbahnen, Strassen und Kanälen. Zürich, 1875.
- Jakob Amsler: Moulinet hydrométrique avec compteur et signal électrique. Schaffhouse, w.o.year.
- J. Amsler-Laffon & Sohn: Catalog der Materialprüfmaschinen. Schaffhausen, 1903.